# Mistrzostwa Polski w Podnoszeniu Ciężarów Mężczyzn 2006
Mistrzostwa Polski w Podnoszeniu Ciężarów Mężczyzn 2006 – 76. edycja mistrzostw, która odbyła się w Sanoku (hala Arena Sanok) w dniach 30-31 sierpnia 2006 roku. 
W klasyfikacji klubów zwyciężył Start Otwock przed Mazovią Ciechanów i Śląskiem Wrocław.
W klasyfikacji województw zwyciężyło województwo mazowieckie, drugie miejsce zajęło województwo lubelskie, a trzecie - województwo dolnośląskie.
W klasyfikacji Sinclaira zwyciężył Marcin Dołęga (Start Otwock), wicemistrz Polski w kategorii +105 kg.

## Wyniki
| Konkurencja: | Złoto:                              | Wynik         | Srebro:                                    | Wynik         | Brąz:                                    | Wynik         |
| 56 kg        | Marcin Makarski Budowlani Opole     | 242 (110+132) | Artur Pomiankiewicz AZS-AWF Biała Podlaska | 195 (86+109)  | Kamil Gabrylewicz AZS-AWF Biała Podlaska | 190 (85+105)  |
| 62 kg        | Marek Gorzelniak Śląsk Wrocław      | 257 (117+140) | Bartosz Pindel Zawisza Bydgoszcz           | 240 (103+137) | Emil Koszałka Unia Hrubieszów            | 220 (98+122)  |
| 69 kg        | Sebastian Żukowski Iskra Piotrowice | 285 (128+157) | Tomasz Urbański UMLKS Radomsko             | 277 (125+152) | Marcin Dyka Śląsk Wrocław                | 270 (122+148) |
| 77 kg        | Dominik Dyderski Flota Gdynia       | 321 (146+175) | Tomasz Leks Start Otwock                   | 320 (150+170) | Piotr Chruściewicz Start Otwock          | 315 (135+180) |
| 85 kg        | Mariusz Rytkowski Mazovia Ciechanów | 342 (155+187) | Sebastian Pawlikowski HKS Szopienice       | 331 (151+180) | Adrian Zieliński Tarpan Mrocza           | 330 (150+180) |
| 94 kg        | Szymon Kołecki Start Otwock         | 380 (170+210) | Krzysztof Fąfara Zawisza Bydgoszcz         | 350 (160+190) | Sylwester Kołecki Start Otwock           | 323 (144+180) |
| 105 kg       | Robert Dołęga Start Otwock          | 405 (180+225) | Arkadiusz Białek Start Otwock              | 396 (181+215) | Karol Kaczmarczyk UMLKS Radomsko         | 363 (168+195) |
| +105 kg      | Paweł Najdek Budowlani Opole        | 423 (180+243) | Marcin Dołęga Start Otwock                 | 422 (196+226) | Grzegorz Kleszcz Start Otwock            | 410 (180+230) |